# Simon Gustafsson (żużlowiec)
Simon Gustafsson (ur. 26 maja 1990 w Sköllersta) – szwedzki żużlowiec, syn Henrika Gustafssona.
Jest srebrnym medalistą Młodzieżowych Indywidualnych Mistrzostw Szwecji 2008. Jest również dwukrotnym brązowym medalistą drużynowych mistrzostw świata juniorów (Holsted 2008, Gorzów Wielkopolski 2009) oraz dwukrotnym medalistą drużynowych mistrzostw Europy juniorów (2008 – złotym, 2009 – srebrnym). 30 sierpnia 2009 ustanowił nowy rekord na torze w Krośnie. W sezonie 2010 reprezentował barwy ekstraligowego klubu Stal Gorzów Wielkopolski, natomiast w 2011 r. zdobywał punkty dla Startu Gniezno. W 2011 r. wystąpił jako zawodnik rezerwowy w jednym biegu Grand Prix Szwecji, zostając pierwszym w historii żużlowcem, którego ojciec również startował w cyklu Grand Prix.

## Osiągnięcia
Indywidualne mistrzostwa świata juniorów
- 2007 –  Ostrów Wielkopolski – 12. miejsce – 5 pkt → wyniki
- 2008 –  Pardubice – jako rezerwowy – 0 pkt → wyniki
- 2009 –  Goričan – 8. miejsce – 7 pkt → wyniki

Drużynowe mistrzostwa świata juniorów
- 2008 –  Holsted – 3. miejsce – 8 pkt → wyniki
- 2009 –  Gorzów Wielkopolski – 3. miejsce – 6 pkt → wyniki
- 2010 –  Rye House – 2. miejsce – 7 pkt → wyniki

Drużynowe mistrzostwa Europy juniorów
- 2008 –  Rawicz – 1. miejsce – 9 pkt → wyniki
- 2009 –  Holsted – 2. miejsce – 12 pkt → wyniki

Indywidualne mistrzostwa Szwecji
- 2007 – Kumla – 12. miejsce – 4 pkt → wyniki
- 2008 – Avesta – 15. miejsce – 1 pkt → wyniki